# الأكاديمية العسكرية بفندق الجديد
الأكاديمية العسكرية بفندق الجديد، هي مؤسسة تونسية للتعليم العالي العسكري، وتقع في فندق الجديد في ولاية نابل. وهو مسؤول عن الضمان للطلاب الضباط للجيش والأجهزة المركزية التابعة لوزارة الدفاع والوزارات الأخرى تكوينات عسكرية وأخلاقية وعلمية في القطاعات التالية:
- جميع الأسلحة
- الكهروميكانيكية
- الهندسة المدنية
- هندسة الكمبيوتر
- تكنولوجيا الأسلحة
- الاتصالات السلكية واللاسلكية
- العلوم القانونية والإدارية

يحصل المتخرج من المرحلة الأولى التخصص (مدة سنتين) على درجة ضابط من الأكاديمية وتعيينه في رتبة ملازم. يتم الحصول في المرحلة الثانية (مدة سنة) على شهادة في الهندسة الوطنية أو الماجستير حسب التخصص، ويتم تعيينه في رتبة ملازم أول. بعد تخرجه من الأكاديمية، يستطيع الطالب الضابط اختيار التخصص في واحدة من الأسلحة التالية:
- مدفعية الميدان
- مصفحة
- المشاة
- الهندسة العسكرية
- المدفعية المضادة للطائرات
- معدات
- الإرسال
- نقل

## روابط خارجية
- تقرير مصور حول الأكاديمية العسكرية بفندق الجديد، كاب أف أم، 3 مايو 2017.